# Артуро Міна
Артуро Міна (ісп. Arturo Mina; нар. 8 жовтня 1990, Ріо-Верде) — еквадорський футболіст, захисник.
Виступав, зокрема, за клуби «УТЕ» та «Макара», а також національну збірну Еквадору.

## Клубна кар'єра
У дорослому футболі дебютував 2010 року виступами за команду клубу «УТЕ», в якому відіграв 35 матчів чемпіонату. Більшість часу, проведеного у складі, був основним гравцем захисту команди.
Своєю грою за цю команду привернув увагу представників тренерського штабу клубу «Макара», до складу якого приєднався 2011 року. Відіграв за клуб наступні два сезони своєї ігрової кар'єри.
До складу клубу «Індепендьєнте Хосе Теран» приєднався 2014 року. Відіграв за команду із Санголкі 67 матчів в національному чемпіонаті.
У 2016 перейшов до аргентинського «Рівер Плейта».
З 2017 по 2021 Артуро виступав за клуби Туреччини «Єні Малатьяспор» та ББ Ерзурумспор.
Влітку 2022 повернувся в Еквадор та захищав кольори клубу «Мушук Руна». Завершив ігрову кар'єру в 2023 році виступами за болівійську команду «Пальмафлор дель Тропіко».

## Виступи за збірну
2014 року дебютував в офіційних матчах у складі національної збірної Еквадору. Провів у формі головної команди країни 22 матчі, відзначився одним забитим м'ячем.
У складі збірної був учасником Кубка Америки 2015 року у Чилі, Кубка Америки 2016 року в США та Кубка Америки 2019 року в Бразилії.

## Титули і досягнення
- Володар Кубка Аргентини (1):

«Рівер Плейт»: 2016
- Переможець Рекопи Південної Америки (1):

«Рівер Плейт»: 2016